# Odd Arne Espevoll
Odd Arne Espevoll (Haugesund, 5 giugno 1976) è un ex calciatore norvegese, di ruolo difensore.

## Carriera

### Club
Espevoll cominciò la carriera professionistica con la maglie del Viking. Vi restò fino al 2001, anno in cui fu ceduto in prestito allo Haugesund, compagine di 1. divisjon. Esordì in squadra il 21 aprile, quando fu titolare nella sconfitta per 3-0 sul campo del Vålerenga. Il 9 settembre segnò la prima rete in campionato per questa squadra, nel 2-0 inflitto allo Start.
Tornò poi al Viking, dove restò ai margini della squadra. Lo scarso minutaggio a disposizione lo portò ad annunciare il suo ritiro dal calcio giocato, al termine del campionato 2003.

### Nazionale
Espevoll totalizzò 8 apparizioni per la Norvegia under 21. Il debutto arrivò il 31 luglio 1996, nel pareggio per 2-2 contro la Polonia under 21. Partecipò al campionato europeo Under-21 1998, che la Norvegia chiuse al terzo posto.